# Hans Otto Bäumer
Hans Otto Bäumer (* 26. Dezember 1926 in Velbert; † 24. November 1998 in Düsseldorf) war ein deutscher Jurist, Gewerkschafter und Politiker (SPD).

## Leben und Beruf
Nach dem Schulbesuch wurde Bäumer 1943 zunächst als Luftwaffenhelfer dienstverpflichtet. Am 5. März 1944 beantragte er die Aufnahme in die NSDAP und wurde zum 20. April desselben Jahres aufgenommen (Mitgliedsnummer 9.934.111). Er nahm dann als Soldat am Zweiten Weltkrieg teil und geriet zuletzt in Gefangenschaft, aus der er im Sommer 1945 entlassen wurde. Nach dem Abitur 1948 am Gymnasium studierte er bis 1952 Rechtswissenschaft und Volkswirtschaft an der Julius-Maximilians-Universität Würzburg.
Bäumer schloss sich 1953 der ÖTV heute ver.di an und begann im gleichen Jahr eine juristische Laufbahn als Prozessvertreter für den Deutschen Gewerkschaftsbund. Zunächst beim lokalen Arbeits- und Sozialgericht tätig, wechselte er 1955 zum Landesarbeitsgericht Düsseldorf und wurde 1959 Leiter der Abteilung Arbeitsrecht und Arbeitsverwaltung des DGB für den Landesbezirk Nordrhein-Westfalen. Von 1959 bis 1962 wirkte er als Richter am Landesarbeitsgericht in Düsseldorf und von 1962 bis 1967 als Richter am Bundesarbeitsgericht in Kassel. Ende der 1970er Jahre war er Mitglied im Rundfunkrat des WDR.

## Partei
Bäumer trat 1956 in die SPD ein. Er war von 1960 bis 1969 Vorsitzender des SPD-Unterbezirkes Düsseldorf-Mettmann, von 1966 bis 1968 zunächst stellvertretender Vorsitzender und von 1968 bis 1982 dann Vorsitzender des SPD-Bezirkes Niederrhein. In seiner Funktion als Bezirksvorsitzender gehörte er gleichzeitig dem Parteirat der Sozialdemokraten an.

## Abgeordneter
Bäumer war von 1956 bis 1967 sowie von 1975 bis 1979 Ratsmitglied der Stadt Velbert. Von 1965 bis 1967 sowie von 1977 bis 1979 war er Mitglied der Verbandsversammlung des Landschaftsverbandes Rheinland. Dem Nordrhein-Westfälischen Landtag gehörte er von 1962 bis zu seiner Mandatsniederlegung am 7. April 1967 sowie von 1975 bis 1985 an. Hier war er 1978/79 stellvertretender Vorsitzender der SPD-Fraktion.

## Öffentliche Ämter
Bäumer war von 1961 bis 1967 Bürgermeister der Stadt Velbert. Zudem gehörte er von 1961 bis 1967 dem Vorstand des nordrhein-westfälischen Städtebundes an, dessen Vorsitzender er im Jahr 1967 war. Von 1967 bis 1975 amtierte er als Regierungspräsident der Bezirksregierung Düsseldorf. In dieser Zeit war er der letzte Regierungspräsident, der das „Präsidentenschlösschen“ genannte Palais an der Südseite des Regierungsgebäudes bewohnte.
Nach dem Rücktritt von Diether Deneke wurde Bäumer am 4. Mai 1979 als Minister für Ernährung, Landwirtschaft und Forsten in die von Ministerpräsident Johannes Rau geführte Regierung des Landes Nordrhein-Westfalen berufen. Differenzen mit dem Ministerpräsidenten hinsichtlich der Kohle-Vorrang-Politik und der Umweltpolitik führten schließlich im Juni 1983 zu seinem Rücktritt.

## Ehrungen
- 1972: Verdienstkreuz am Bande der Bundesrepublik Deutschland
- 1979: Verdienstkreuz 1. Klasse der Bundesrepublik Deutschland
- 1982: Großes Verdienstkreuz der Bundesrepublik Deutschland